# Famille Von Erich

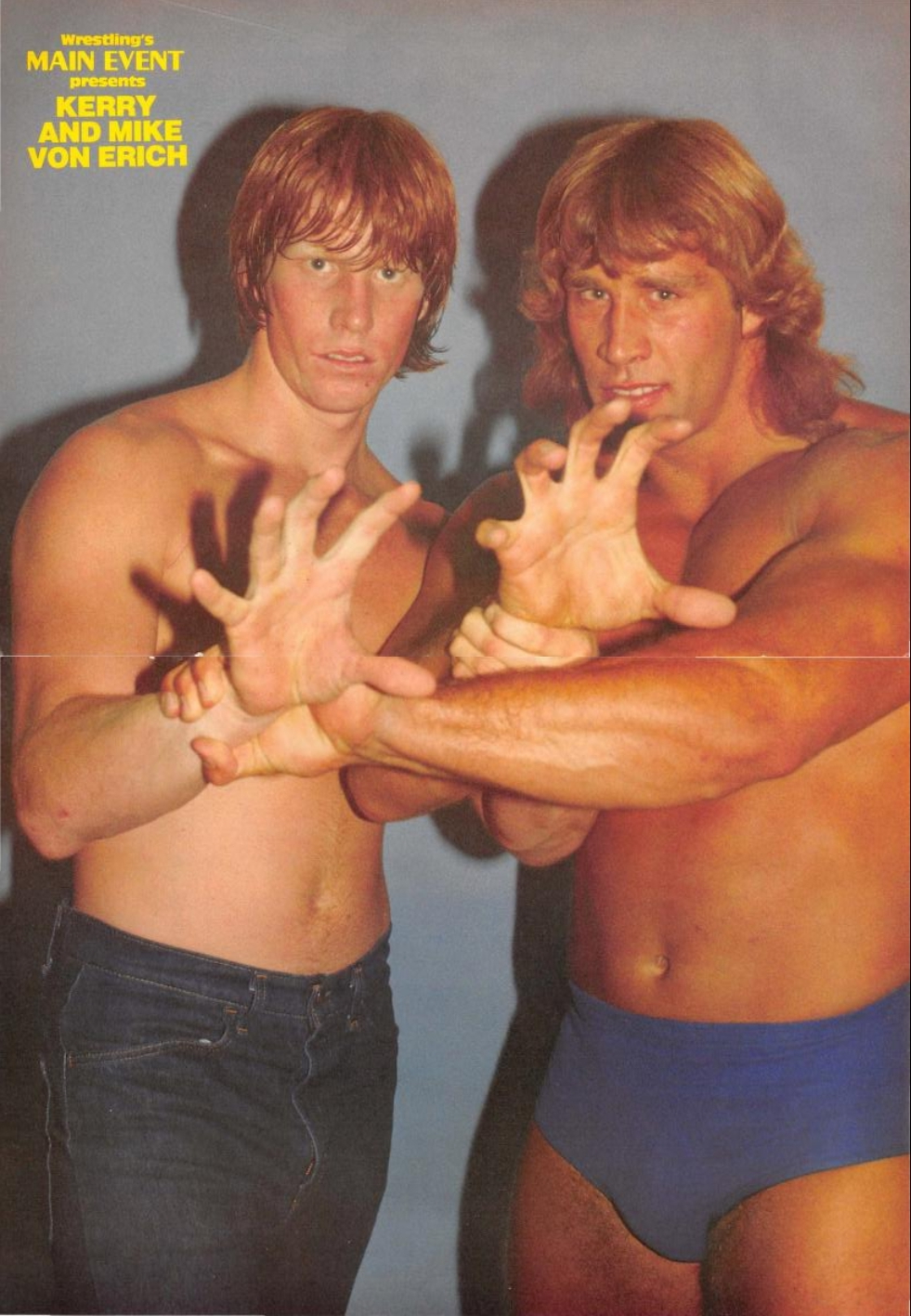
Deux des membres de la famille von Erich, de gauche à droite, Mike et Kerry von Erich en 1984.

La famille Von Erich est une famille de catcheurs américains. Leur véritable nom est Adkisson mais la plupart des membres de cette famille qui ont décidé de faire carrière dans le catch ont utilisé le nom Von Erich en hommage à leur patriarche, Jack (Fritz Von Erich) Adkisson.
Alors que Fritz a vécu jusqu'à l'âge de 68 ans, cinq de ses six fils sont morts avant lui (dont trois par suicide). L'aîné, Jack Jr., est mort accidentellement à l'âge de six ans. En 1984, David Von Erich est mort au Japon des suites d'une entérite aiguë de l'intestin supérieur. Mike Von Erich, Chris Von Erich et Kerry se sont suicidés en 1987, 1991 et 1993. Kevin Von Erich est le seul fils qui a survécu à son père.

## Membres
Fritz Von Erich (né Jack Barton Adkisson le 16 août 1929), est un joueur de football américain à l'Université méthodiste du Sud au poste de lineman qui s'est reconverti en catcheur après une blessure. Entraîné par Stu Hart, il s'est fait connaître en travaillant à la Stampede Wrestling, National Wrestling Alliance (NWA) et American Wrestling Association. Avec son « frère » (seulement sur les rings) Waldo Von Erich (en), ils ont formé une équipe de pseudo-nazi. En 1966, il fonde la World Class Championship Wrestling (en) (WCCW), un territoire de la NWA jusqu'en 1986, qu'il a dirigé. Il a aussi été brièvement président de la NWA. Atteint d'un cancer des poumons qui a ensuite touché son cerveau, il est décédé le 10 septembre 1997,.

## Au cinéma
En 2023, le film The Iron Claw réalisé par Sean Durkin raconte l'histoire de la Famille Von Erich avec Zac Efron dans le rôle principal de Kevin Von Erich.

## Deuxième génération
Le premier fils de Fritz Von Erich, Jack Barton Adkisson Jr. est né le 21 septembre 1952 et est mort accidentellement après avoir été électrocuté à l'âge de six ans.
Kevin Von Erich (né Kevin Ross Adkisson le 15 mai 1957) a fait la plus grande partie de sa carrière à la WCCW.